# 코드 베인
《코드 베인》(Code Vein, コードヴェイン)은 반다이 남코 엔터테인먼트가 개발하고 배급한 액션 롤플레잉 게임이다. 2019년 9월 27일, 플레이스테이션 4, 엑스박스 원, 마이크로소프트 윈도우용으로 출시되었다. 2020년 2월까지 100만 본 이상이 판매되었으나 비평가들로부터는 엇갈린 평가를 받았다.

## 게임플레이
코드 베인은 종말물 디스토피아 환경을 배경으로하는 오픈 월드 액션 롤플레잉 게임으로, 3인칭 시점에서 플레이된다. 게임플레이는 다크 소울 시리즈 게임의 영향을 받았으며 애니메이션은 반다이 남코가 배급한 갓 이터 3의 영향을 받았다.

## 개발
이 게임은 2017년 4월 발표되었으며 원래 2018년 9월 출시가 예정되었으나 2019년 9월 26일까지 지연되었다. 이 게임의 오프닝 시퀀스는 애니메이션 스튜디오 유포테이블이 제작하였다. 2020년 1월, 이 게임의 첫 다운로드 가능 콘텐츠 팩인 헬파이어 나이트(Hellfire Knight)가 출시되었다. 2번째 팩인 프로즌 엠프레스(Frozen Empress)가 한 달 뒤 출시되었다.

## 반응
일본의 게이밍 잡지 패미통은 40점 만점 중 32점의 훌륭한 점수를 제시하였다. 리뷰 애그리게이터 메타크리틱에 따르면 이 게임은 혼재된 평균 점수를 받았다.

### 판매량
플레이스테이션 4 버전의 코드 베인은 일본의 모든 포맷 비디오 게임 판매량에서 2위로 데뷔하였으며 판매 첫 주 간 60,843본을 판매하였다.
2020년 2월까지 전 세계에 100만 본 이상 판매되었다.